# Parlamentswahl in Haiti 1961
Die Parlamentswahl in Haiti 1961 wurde am 30. April 1961 durchgeführt. Einzige legal existierende Partei in Haiti war die Parti de l’Unité nationale des Diktators François Duvalier.

## Hintergrund
Die Wahl des Jahres 1961 folgte auf die Auflösung des Parlaments durch Präsident Duvalier und die Abschaffung des Senats, wodurch das Parlament nur noch aus einer Kammer, der Abgeordnetenkammer bestand.
Duvaliers Partei der Nationalen Einheit gewann alle 67 Sitze bei der Wahl. Parallel fand eine Volksabstimmung über die Verlängerung der Amtszeit Duvaliers statt.
Damit verschaffte sich Duvalier eine sechsjährige Amtszeit und entging der Notwendigkeit einer planmäßigen Präsidentschaftswahl im Jahr 1963.

## Ergebnis
Alle 67 Sitze des Parlaments wurden von Mitgliedern der Parti de l'Unité nationale gewonnen.
Zum ersten Mal in der haitianischen Geschichte wurden zwei Frauen zu Abgeordneten gewählt: Madame Max Adolphe und Aviole Paul-Blanc.